# Antoni Julià i Bosch
Antoni Julià i Bosch (Barcelona, 24 de març de 1941 – Girona, 17 de juliol de 2009) va ser un precursor de l'Educació Social, un educador social català, director del Centre de Formació d'Educadors Especialitzats de Barcelona (CFEEB -1969-1980), professor de l'Escola d'Educadors Especialitzats de Girona i supervisor d'equips socioeducatius. És un referent del col·lectiu professional d'educadors i educadores socials a l'Estat espanyol.

## Biografia
El 1969 va tornar a Barcelona, on va ser l'inspirador de la creació del Centre de Formació d'Educadors Especialitzats de Barcelona (CFEEB, 1969-1980) i va ser-ne el director.
En 1977 el CFEEB va rebre l'encàrrec de l'Ajuntament de Barcelona de fer un projecte per modificar els asils on vivien més de 600 nens i nenes de la ciutat. Va veure així la llum el projecte de Col·lectius Infantils, en els quals el CFEEB es va implicar en la gestió directa dels centres, una fita que va significar l'inici de la renovació a Catalunya i a Espanya de l'atenció i la protecció a la infància. Sempre va defensar l'absoluta necessitat de relació entre teoria i pràctica.
A partir del 1980, després d'un procés de confrontació amb el primer ajuntament democràtic de Barcelona, i de disgregació del CFEEB, Toni Julià va viure uns anys d'ostracisme a Llatinoamèrica, d'on va tornar el 1987 per a incorporar-se com a professor a  l'Escola d'Educadors Especialitzats de Girona, on va romandre fins al seu tancament el 1994. Va ser vicepresident de la Fundació SER.GI, Servei Gironí de Pedagogia Social.
Va ser membre de la Junta del Col·legi d'Educadores i Educadors Socials de Catalunya fins al 2008 i vicepresident de l'Associació Internacional d'Educadors Socials i director de la seva Oficina Europea. Va dirigir la secretaria científica del "I Congreso Estatal del Educador Social", celebrat a Múrcia el 1995, i va presidir el "XV Congreso Mundial del Educador Social AIEJI" a Barcelona el 2001. A més, el 2009 va ser nomenat President d'Honor del Consell General de Col·legis d'Educadores i Educadors Socials.
Va acompanyar molts equips socioeducatius com a supervisor. La Direcció General d'Atenció a la Infància va incorporar el nom de Toni Julia i Bosch a un dels seus Centres Residencials d'Acció Educativa (CRAE) a la ciutat de Barcelona en reconeixement de les seves aportacions.